# Hajar El Masqi
Hajar El Masqi (en arabe : هاجر المسقي) est une femme politique marocaine. 
Originaire de Casablanca, elle a terminé ses études avec une maîtrise en développement international des PME et PMI de l'Institut d'administration des entreprises de Caen. Avant d'accéder au parlement, elle a travaillé dans plusieurs entreprises et dans différentes directions.
Sa volonté de servir le citoyen, et plus particulièrement les femmes et la jeunesse, l'a amenée à accéder à la scène politique par sa plus large porte.
Élue députée via la liste nationale, lors des élections législatives marocaines de 2016 avec l'Union constitutionnelle. Hajar El Masqi fait partie du groupe parlementaire du Rassemblement constitutionnel. Elle est membre active de la Commission des affaires étrangères, de la défense nationale, des affaires islamiques et des MRE, et de la section d'amitié Maroc-Suède .